# Robert Dudley (vetenskapsman)
Robert Dudley, född 1573, död 1649, var en engelskfödd vetenskapsman, son till Robert Dudley, 1:e earl av Leicester och lady Douglas Sheffield.
Dudley erkändes först av fadern, vilken emellertid efter sitt äktenskap med lady Essex sökte bli av både med honom och hans moder.
Dudley fick emellertid efter faderns död godset Kenilworth, företog 1594 en expedition till Västindien, stred med ära under Essex vid Cádiz 1596 och började 1597 en vidlyftig process, genom vilken han sökte få sin äkta börd erkänd.
Mäktiga inflytelser motverkade emellertid hans med processen förenade arvsanspråk, och Dudley bröt 1605 helt med de maktägande i England genom att övergiva hustru och barn samt med en älskarinna fly till Florens och övergå till katolicismen, varefter hans engelska gods indrogs.
I Florens blev han storhertiglig kammarherre. Han antog titeln earl av Warwick efter en farbror och upphöjdes 1620 av kejsar Ferdinand II till romersk hertig av Northumberland (en titel som hans farfar hade burit).
Dudley inlade stora förtjänster om Livornos uppblomstring och ledde torrläggningen av träsktrakterna kring Pisa. Hans stora tekniska kunskaper vitsordas av hans omfattande sjövetenskapliga arbete Dell’ arcano del mare (3 band, 1646-47).
Dudleys sonson, Ruperto Dudley, var kammarherre hos drottning Kristina under hennes vistelse i Rom.